# Triviella aperta
Triviella aperta, tên tiếng Anh: baby's toes, là một loài ốc biển cỡ nhỏ, là động vật thân mềm chân bụng sống ở biển thuộc họ Triviidae.